# Alexandar Richardson
Pour les articles homonymes, voir Richardson.
Alexandar Richardson, né le 30 avril 1990, est un coureur cycliste britannique, professionnel entre 2017 et juin 2024.

## Biographie
Ancien courtier maritime, Richardson commence le cyclisme en cours d'année 2015. En 2017, il rejoint l'équipe continentale britannique Bike Channel Canyon. L'année suivante, il signe avec l'équipe One Pro Cycling, mais la quitte dès le 26 avril. Il remporte une victoire surprise en solitaire lors du Lincoln Grand Prix en 2018, quelques semaines après avoir quitté l'équipe. En 2019, il fait son retour dans l'équipe Canyon dhb p/b Bloor Homes pour laquelle il avait couru en 2017. Lors de cette saison, il remporte l'Arno Wallaard Memorial, le Circuit du Pays de Waes et une étape du Tour de la Mirabelle. 
Ses bons résultats lui permettent de passer professionnel en rejoingnant l'équipe de deuxième division Alpecin-Fenix, pour les saisons 2020 et 2021. 
En octobre 2021, il est victime d'un vol à main armée, alors qu'il s'entraîne à Richmond Park. Il est attaqué par des motards armés d'une machette qui lui volent son vélo. Il n'est pas conservé par l'équipe Alpecin-Fenix en 2022. Il rejoint finalement une autre équipe continentale britannique Saint Piran en juillet 2022, quelques jours après voir terminé troisième au sprint du championnat de Grande-Bretagne sur route derrière Mark Cavendish et Samuel Watson. En mai 2024, pensant avoir gagné pour la troisième fois le Lincoln Grand Prix, il lève les bras un tour trop tôt sur la ligne d'arrivée et se classe finalement cinquième. Il met un terme à sa carrière de coureur à 34 ans le 24 juin 2024, le lendemain des championnats nationaux.

## Palmarès

### Par années
- 2018
  - Lincoln Grand Prix
- 2019
  - Arno Wallaard Memorial
  - Circuit du Pays de Waes
  - 3e étape du Tour de la Mirabelle
  - Puivelde Koerse
  - Zwevezele Koers
- 2021
  - 3e du Mémorial Fred De Bruyne
- 2022
  - Grand Prix international de la ville de Nogent-sur-Oise
  - Ryedale Grand Prix
  - 2e du Jock Wadley Memorial
  - 2e du Beaumont Trophy
  - 3e du championnat de Grande-Bretagne sur route
- 2023
  - Jock Wadley Memorial
  - PNE Road Race
  - Lincoln Grand Prix
  - 2e du Timmy James Memorial Grand Prix
- 2024
  - PNE Road Race
  - Timmy James Memorial Grand Prix

### Classements mondiaux
| Année                                 | 2019 | 2020 | 2021 | 2022 |
| ------------------------------------- | ---- | ---- | ---- | ---- |
| Classement mondial                    | 873e | nc   | nc   | 576e |
| UCI Europe Tour                       | 636e | nc   | nc   | 450e |
|                                       |      |      |      |      |
| Légende : nc = non classéSource : UCI |      |      |      |      |